# Sean Wroe
Sean Wroe (Melbourne, 1985. március 19. –) ausztrál atléta.
Hazája négyszer négyszázas váltójával bronzérmet szerzett a 2009-es berlini világbajnokságon. A döntőben John Steffensen, Tristan Thomas és Ben Offereins társaként futott.

## Egyéni legjobbjai
- 100 méter síkfutás - 10,52
- 200 méter síkfutás - 21,00
- 300 méter síkfutás - 33,23
- 400 méter síkfutás - 45,07